# Mistrzostwa Polski w Boksie 2014
85. Mistrzostwa Polski w Boksie 2014 (mężczyzn) odbyły się w dniach 10–15 marca 2014 w Hali Sportowo-Widowiskowej Kalisz Arena w Kaliszu.

## Medaliści
| Kategoria:                       | Złoto:                                        | Srebro:                                 | Brąz:                                                                             |
| waga papierowa (do 49 kg)        | Dawid Jagodziński (Astoria Bydgoszcz)         | Daniel Tarka (Tygrys Elbląg)            | Dawid Jakubcewicz (Włókiennik Łódź) Adam Lehmann (Łódzkie Centrum Sportów Walki)  |
| waga musza (do 52 kg)            | Grzegorz Kozłowski (Akademia Walki Warszawa)  | Maciej Jóźwik (Skorpion Szczecin)       | Przemysław Jańczuk (Akademia Walki Warszawa) Dominik Śliwiński (Pomorzanin Toruń) |
| waga kogucia (do 56 kg)          | Marek Pietruczuk (Victoria Ostrołęka)         | Daniel Żaboklicki (Legia Warszawa)      | Tomasz Resól (Skorpion Szczecin) Tomasz Smerdel (Gwarek Łęczna)                   |
| waga lekka (do 60 kg)            | Dawid Michelus (Sokół Piła)                   | Mateusz Polski (Róża Karlino)           | Radomir Obruśniak (Róża Karlino) Patryk Trochimiak (Kaczor Boks Team Wałbrzych)   |
| waga lekkopółśrednia (do 64 kg)  | Kazimierz Łęgowski (Bokser Chojnice)          | Marcin Latocha (Róża Karlino)           | Daniel Adamiec (RUSHH Kielce) Tomasz Gryckiewicz (PIRS Olsztyn)                   |
| waga półśrednia (do 69 kg)       | Ireneusz Zakrzewski (Janik Boks Jelenia Góra) | Damian Kiwior (Tiger Tarnów)            | Damian Falecki (KSZO Ostrowiec) Mateusz Kostecki (Desant Kraków)                  |
| waga średnia (do 75 kg)          | Tomasz Jabłoński (SAKO Gdańsk)                | Arkadiusz Szwedowicz(Skorpion Szczecin) | Kamil Gardzielik (Copacabana Konin) Mateusz Rzadkosz (Wisła Kraków)               |
| waga półciężka (do 81 kg)        | Mateusz Tryc (Fenix Warszawa)                 | Jordan Kuliński (Start Włocławek)       | Przemysław Gorgoń (Jawor Team Jaworzno) Kasjusz Życiński (SAKO Gdańsk)            |
| waga ciężka (do 91 kg)           | Igor Jakubowski (Zagłębie Konin)              | Bartłomiej Krasuski (niestowarzyszony)  | Tomasz Bohdanowicz (Orkan Gorzów Wlkp.) Krzysztof Kowalski (MOSiR Mysłowice)      |
| waga superciężka (powyżej 91 kg) | Arkadiusz Toborek (MOSiR Mysłowice)           | Mateusz Figiel (Hetman Białystok)       | Krzysztof Kosela (Broń Radom) Marcin Śnitko (Tygrys Elblag)                       |